# Карл I (сеньор Монако)
Карл I Гримальди (ум. 15 августа 1357; фр. Charles Grimaldi, итал. Carlo Grimaldi) — сеньор Монако с 1342 года. Также с 1346 сеньор Ментона. Адмирал Франции. Старший сын Ренье I и его первой жены Сальватики дель Карретто.

## История
В результате гражданской войны из Генуи были изгнаны многие гвельфские семьи, и среди них — Гримальди. Представители этой патрицианской фамилии обосновались на восточной Ривьере в районе Ниццы.
В 1331 году Карл Гримальди занял генуэзскую крепость Монако и в 1342 году провозгласил себя её сеньором.
Карл и его кузен Антуан Гримальди (ум. 1358) занялись приобретением окрестных земель. В 1346 году в их владении оказалась сеньория Ментон, в 1355 году — Рокебрюн. Эти территории принадлежали княжеству Монако до 1848 года.
В 1346 году Карл Гримальди участвовал в битве при Креси и защите Кале (командовал отрядом арбалетчиков).
В 1352 году соправителями Карла I в Монако стали его дядя Антонио и сыновья Ренье II и Габриэле.
Карл Гримальди погиб в 1357 году во время осады Монако войсками дожа Генуи Симона Бокканегра.

## Семья
Карл I был женат на Люччине Спинола, дочери Жирардо Спинола, сеньора Дертонне. У них было 8 детей: Луи, Ренье, Франческо, Габриэле, Карл, Пьетро, Филиппо, Ланчелот, Руффо, Анастасия.